# ラプソディ・イン・ブルー
『ラプソディ・イン・ブルー』（Rhapsody in Blue）は、アメリカの作曲家ジョージ・ガーシュウィンが作曲、ファーディ・グローフェが編曲したピアノ独奏と管弦楽のための音楽作品である。
『ラプソディ・イン・ブルー』というタイトルは「ジャズの語法によるラプソディ」といった程度の意味がある。ラプソディ（狂詩曲）には、「民族音楽風で叙事詩的な、特に形式がなく自由奔放なファンタジー風の楽曲」という意味があるので、このタイトルから、ガーシュウィンはジャズをアメリカにおけるある種の「民族音楽」と捉えていたことが窺える。実際この曲は、アメリカ的な芸術音楽の代表格とみなされている。
元は『アメリカン・ラプソディ』という題名だったが、兄のアイラ・ガーシュウィンが現在の題名を提案して変更した。
アメリカ合衆国の著作権法では1978年以前の出版物の著作権は発表から95年と定められており、本作のオリジナル版は2020年よりパブリック・ドメインとなった。
冒頭部

## 解説
ポール・ホワイトマンの提案を受け、1924年、ニューヨークのエオリアンホールで開かれた「新しい音楽の試み」と題されたコンサートに向けて作曲し、そこで初演された（同年2月12日）。
この曲が作られることになった発端は、1924年1月3日、他の仕事で多忙だったガーシュウィンが兄のアイラとビリヤード場に息抜きに行った際、新聞で「ホワイトマンがガーシュウィンに曲を発注した」という記事を見つけたことだった。翌日、抗議のためガーシュウィンはホワイトマンに電話をかけるも、実はこの記事はホワイトマンがガーシュウィンを呼びつけるために作った偽記事だったらしく、「新聞記事になってしまったから作ってくれ」とホワイトマンに押し切られた。
カデンツァの部分は、仕事でボストンに向かう際に乗った列車の走行音から着想を得たとされる。
ガーシュウィンは、この曲を約2週間で一気に書き上げた。ただ、当時のガーシュウィンはまだオーケストレーションに精通しているとはいえなかった上に、作曲の期間が限定されているという事情も加わり、代わってファーディ・グローフェがオーケストレーションを行なった。グローフェは当時、ホワイトマン楽団のピアニストであるとともに専属の編曲者を務めていた。ガーシュウィンが2台のピアノを想定しながら作曲し、それを即座にグローフェがオーケストラ用に編曲していき、結局はガーシュウィン自身が弾くピアノと小編成のジャズバンド向けの版が完成された。その後もいくつかの版が作られたが、1926年にグローフェが再編曲したオーケストラ版と、ガーシュウィンの死後の1942年にフランク・キャンベル＝ワトソンがグローフェ編曲版に加筆修正を加えた版がよく知られている。その後は主に1942年版が演奏されている。
ピアノ独奏が入るため、一種のピアノ協奏曲風な雰囲気もある。ヨーロッパのクラシック音楽とアメリカのジャズを融合させたシンフォニックジャズとして高く評価された。
初演が行なわれた「新しい音楽の試み(現代音楽の実験)」には、ヤッシャ・ハイフェッツ、フリッツ・クライスラー、セルゲイ・ラフマニノフ、レオポルド・ストコフスキー、ゴドフスキー、イーゴリ・ストラヴィンスキーらが立ち会ったという。
日本においては、1955年9月11日に日比谷公会堂にて、近衛秀麿の指揮、アメリカ人ピアニストのセイモア・バーンスタインにより初演された。その後、小曽根真などジャズピアニストがニューヨーク・フィルハーモニックなどのオーケストラと、アジアを中心に各地で公演したことでさらに広く知られる。
最初はクラリネットの、低音からのグリッサンドで始まる。当初はグリッサンドでなく、17音の上昇音階で記されていたが、ホワイトマン楽団のクラリネット奏者がふざけてグリッサンドで演奏したところ、ガーシュウィンが気に入り書き改められたと伝えられる。曲風はジャズの要素を多く含んでいる。

## 各稿とその編成
大ヒットしたため複数の版が作成された。

### 1924年オリジナル・ジャズ・バンド稿
前述の通り、ガーシュウィンが2台のピアノ用に作曲したものを、グローフェがジャズ・バンド用にオーケストレーションしている。この版はグローフェがホワイトマン楽団での演奏専用に編曲したものであるため、通常のオーケストレーションから逸脱した編曲がなされている。そのため版権は取得したものの、グローフェの手書きの楽譜のみが残されている。
この稿は1976年に、マイケル・ティルソン・トーマスがガーシュウィンの遺したピアノロール（後述）からオーケストラ・パートを削除しソロ・パート部分のみにしたものをソロに用い、コロンビア・ジャズ・バンドを指揮してレコーディングを行い、その後世界的に知られるようになった。ただし、オリジナル版の録音ではなく、ある程度の改変が行われていたようである。
編成は以下の通りである。
- 木管楽器（奏者5人）：フルート、オーボエ、E♭クラリネット、B♭クラリネット、E♭アルトクラリネット、B♭バスクラリネット、ヘッケルフォン、E♭ソプラニーノサクソフォーン、B♭ソプラノサクソフォーン、B♭アルトサクソフォーン、B♭テナーサクソフォーン、E♭バリトンサクソフォーン
- 金管楽器：ホルン2、トランペット2、フリューゲルホルン2、ユーフォニアム、トロンボーン3、チューバ
- 打楽器：ドラムス、ティンパニ、トラップセット
- 鍵盤楽器：ピアノ2、チェレスタ、アコーディオン
- 弦楽器：バンジョー、ヴァイオリン複数、ストリングベース複数

ショット社から2023年に出版された。

### 1924年2台ピアノ稿
オリジナル・ジャズ・バンド稿の初演の成功の後、ガーシュウィン自身が2台のピアノのために完成させた稿。なお、ガーシュウィンはピアノロールを用いてソロパートとオーケストラパートを2重記録（1台のピアノを連弾）したものを遺している。

### 1925年シンフォニック・ジャズ・バンド稿
- 木管楽器：フルート、オーボエ、クラリネット2、ファゴット、アルトサクソフォーン2、テナーサクソフォーン（第1・第3サクソフォーンにアルトが指定されている）
- 金管楽器：ホルン2、トランペット2、トロンボーン
- 弦楽器：弦五部、バンジョー
- その他：ピアノ（独奏とは別）、独奏ピアノ、ティンパニ、小太鼓

この編成はギロー＝ビュッセルの楽器編成応用概論にある程度述べられている。ピアノが2台必要であるため、演奏の機会が少ない。

### 1926年オーケストラ稿
この曲の成功を受けて、グローフェがオーケストラ用に再編曲した稿。オーケストラ内ピアノが削除された。
- 木管楽器：フルート2、オーボエ2、クラリネット2、バスクラリネット1、ファゴット2、サクソフォーン3（アルト2、テナー1）
- 金管楽器：ホルン3、トランペット3、トロンボーン3、チューバ1
- 打楽器・その他：ティンパニ、ベル、銅鑼、スネアドラム、シンバル、トライアングル、独奏ピアノ
- 弦楽器：第1ヴァイオリン、第2ヴァイオリン、ヴィオラ、チェロ、コントラバス、バンジョー、ギター

### 1927年ピアノ・ソロ稿
1924年の2台ピアノ版に続き、ガーシュウィン自身が完成させた稿。1937年7月にガーシュウィンは死去しているため、この稿が作曲者の関与した最後のものである。

### 1938年オーケストラ稿
グローフェの再々編曲。ピアノ・ソロ部分までもオーケストレーションし、ピアノがなくても演奏可能としたところに特徴がある。
なお、グローフェは同様にピアノなしで演奏可能にした吹奏楽のための編曲も残している（1937年）。

### 1942年オーケストラ稿
1926年のグローフェ稿を基本としつつ、フランク・キャンベル＝ワトソン（ガーシュウィン作品の出版社の編集者）が改訂した稿。現在、オーケストラでの演奏にあたってはこの稿が使用されることが多い。
- 木管楽器：フルート2、オーボエ2、クラリネット2、バスクラリネット1、ファゴット2、サクソフォーン3（アルト2、テナー1）
- 金管楽器：ホルン3、トランペット3、トロンボーン3、チューバ1
- 打楽器・その他：ティンパニ、ベル、銅鑼、小太鼓、シンバル、トライアングル、独奏ピアノ
- 弦楽器：第1ヴァイオリン、第2ヴァイオリン、ヴィオラ、チェロ、コントラバス、バンジョー

## 主な録音
- デオダート（1973年）[6]
- マイケル・ティルソン・トーマス&コロンビア・ジャズ・バンド（1976年）※前述

## 使用例
- 映画『アメリカ交響楽』（原題：Rhapsody in Blue） - 1945年のアメリカ映画。ジョージ・ガーシュインの伝記映画。
- 映画『ファンタジア2000』の1曲に使用。
- 映画『マンハッタン』冒頭。
- 映画『グレムリン2 新・種・誕・生』 - グレムリンたちにクランプセンターを占拠され、館内の広間でグレムリンがパーティを行うシーンにて一部使用。
- 映画『華麗なるギャツビー』のワンシーン。
- NHK-FM『夜のプレイリスト』テーマ曲
- フィギュアスケート選手、イリヤ・クーリックが1998年長野オリンピックでフリープログラムに使用。金メダルを獲得。
- フィギュアスケート選手、エヴァン・ライサチェクが2008-2009シーズンのフリープログラムに使用。
- NHKスペシャル『映像の世紀』第3集「それはマンハッタンから始まった」。ガーシュウィンの映像とともに自らの演奏を一部収録。
- 映画『やじきた道中 てれすこ』の挿入曲。三味線や和太鼓で演奏した。
- 杉ちゃん&鉄平の『電クラ2』における曲のひとつ「ラプソディ・イン・ブルートレイン」に使用。
- 『のだめカンタービレ』アニメ版及びテレビドラマ版にて、主人公の野田恵がマングースの着ぐるみを着て演奏。前奏部分にはピアニカが使用された。
- 東急ジルベスターコンサート 第4回（1998年 - 1999年、ピアノ：前田憲男）および第14回（2008年 - 2009年、ピアノ：小曽根真）のカウントダウン曲。
- 『植木等ショー』（1967年12月28日放送「われもし指揮者なりせば」）では植木等が指揮者となり東京交響楽団・ハナ肇とクレージーキャッツ（ジャズバンド）による演奏が行われた。曲中には音楽ギャグが挿入され（途中でペレス・プラードの「セレソローサ」や加山雄三の「君といつまでも」に演奏が切り替えられたことも）、最後はクレージーキャッツによるグランドピアノの解体・爆破（リベラーチェのパフォーマンスを元に鴨下信一・中原弓彦（小林信彦）が提案）で締めくくられた。
- 百歳体操『ふるさと愉快亭 小朝が参りました』で使われた体操の楽曲。メロディの一部に本曲がモチーフの部分がみられる。
- 花澤香菜『マニアエキラキラ』（2010年）- メロディの一部に引用。
- さだまさし『都会暮らしの小さな恋に与える狂詩曲』（2018年）- メロディの一部に引用。
- ユナイテッド航空 - CMソング及び搭乗時BGMに使用。
- DIALOGUE+『わたしたちのラプソディー』（2024年）- メロディの一部に引用。